# Abd Shams ibn Abd Manaf
ʿAbd Shams b. ʿAbd Manāf (in arabo عبد شمس بن عبد مناف‎?; fl. VII secolo) era il figlio maggiore di ʿAbd Manāf ibn Quṣayy.
Era quindi un Quraysh di Mecca, nella regione higiazena della Penisola araba.
Il clan che da lui prese il nome (i Banū ʿAbd Shams) divenne col tempo uno dei più ricchi e potenti, a causa dell'intraprendenza mercantile di alcuni suoi componenti. Fra essi spicca in modo particolare Abū Sufyān, a lungo ostile a Maometto fino alla sua conversione in extremis nel 630, in occasione della conquista musulmana di Mecca.
A questo clan appartenne anche uno dei primi convertiti all'Islam, 'Uthman ibn 'Affan, che sarà il terzo dei Califfi "ortodossi", e il figlio di Abū Sufyān, Muʿāwiya, primo Califfo della dinastia omayyade, così detta a causa del nome di Umayya b. ʿAbd Shams.